# Mirabilandia
Ne doit pas être confondu avec Mirabilandia (Brésil).
Mirabilandia est un parc à thèmes italien. Situé dans le hameau de Savio près de la pineta de Classe et dans la commune de Ravenne, le parc porte le nom du lieu-dit de la commune correspondant à son emplacement. La superficie globale est de 750 000 m2, dont 300 000 occupés par le parc d'attractions, 100 000 par le parc aquatique et le reste pour les parkings et aires d'expansions. Le parc reste ouvert généralement d'avril à octobre.

## Histoire

Ancien logo

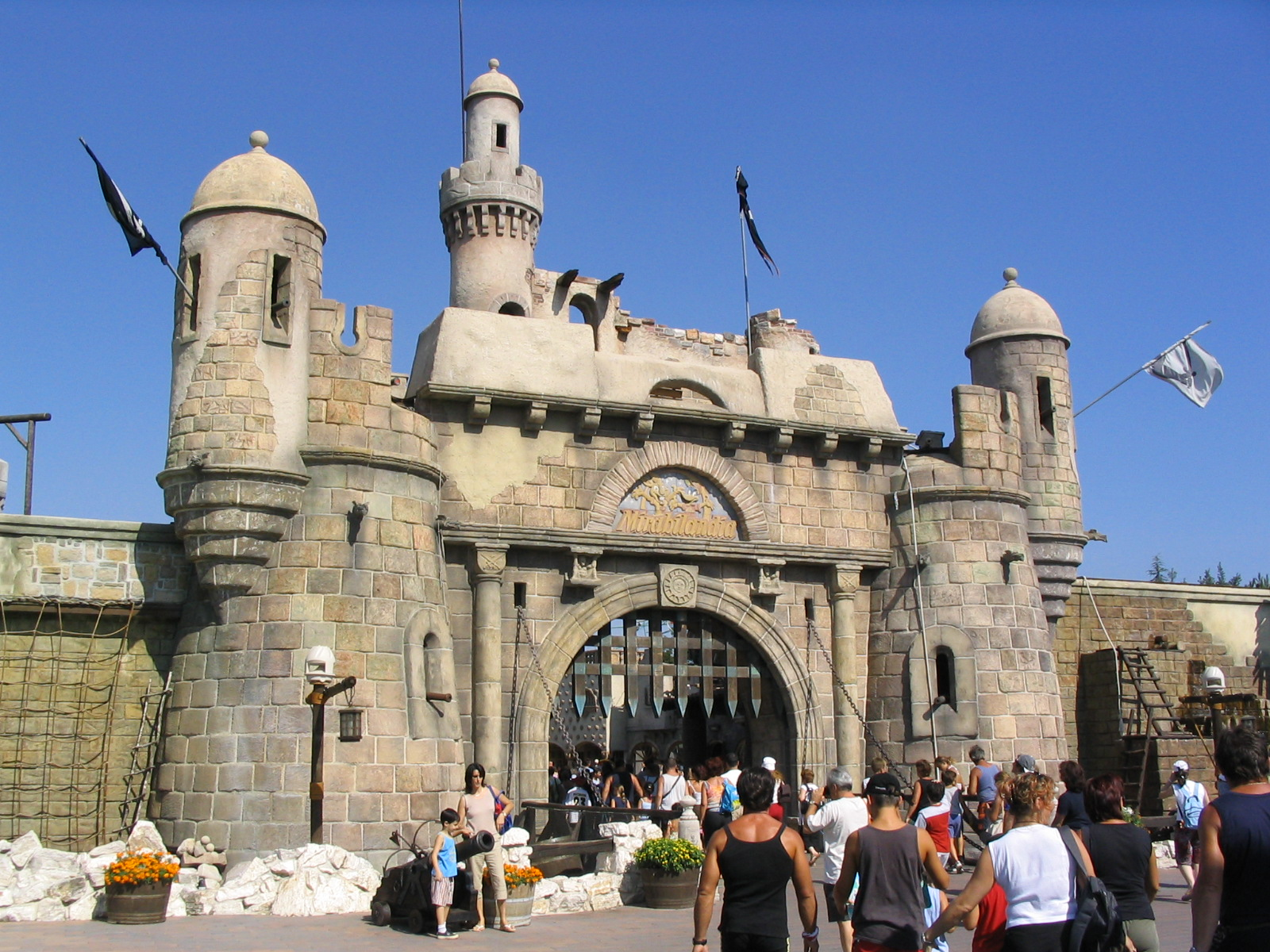
Entrée du parc

Mirabilandia est le plus grand parc à thèmes italien en superficie. Il se compose de deux zones principales : Le parc d'attractions (subdivisé en sept zones) et un parc aquatique.
Inauguré le 8 juillet 1992, le parc a commencé à être conçu depuis la fin des années 1980. Il a été pensé comme un grand parc organisé. C'est autour du grand lac que tout s'articule. Les attractions, boutiques, restaurants, allées… Le parc est prêt à affronter les grandes journées estivales et son lot de visiteurs. Malheureusement les objectifs ne sont pas atteints et, années après années, le nombre de visiteurs diminue. À son ouverture, le parc possédait pourtant deux attractions de taille (Sierra Tonante et Rio Bravo, respectivement un parcours de montagnes russes en bois et une rivière rapide en bouée). En 1996, le parc est au bord de la faillite. Cette situation est sans doute due à des erreurs de gestion et d'investissement pour le parc (attractions bas de gamme, mauvaise publicité, etc.)
En 1997, le parc change de direction. Venus d'Allemagne (et déjà propriétaire de Phantasialand), les nouveaux gérants investissent dans de nouvelles attractions et relancent l'image du parc.
En 2006, la gestion du parc est reprise par une société espagnole Parques Reunidos experte dans le secteur du divertissement, propriétaire d'autres structures analogues situées non seulement en Europe mais aussi sur les autres continents.

## Le parc aquatique
En 2003, la direction de Mirabilandia fait le choix de créer une zone annexe au parc : Mirabilandia Beach. Le climat aidant, cette zone est un succès. En 2004, elle voit sa surface doublée avec l'ajout de nouvelles structures.

## Le parc d'attractions
Ces dernières années, le parc a accentué son aspect thématique en intégrant ses attractions dans des décors. Le parc est divisé en plusieurs zones dont ; Bimbopoli (la zone pour enfants, Dinoland, Far West Valley, Route 66, Ducati World, Adventureland

## Les attractions

### Montagnes russes

#### En fonction
| Nom              | Type                             | Constructeur         | Année |
| ---------------- | -------------------------------- | -------------------- | ----- |
| Desmo Race       | Montagnes russes de motos        | Maurer Rides         | 2019  |
| Divertical       | Montagnes russes aquatiques      | Intamin              | 2012  |
| Gold Digger      | Wild Mouse                       | L&T Systems          | 1998  |
| iSpeed           | Montagnes russes lancées         | Intamin              | 2009  |
| Katun            | Montagnes russes inversées       | Bolliger & Mabillard | 2000  |
| Leprotto Express | Montagnes russes en métal junior | L&T Systems          | 2005  |
| Master Thai      | Acier / Duel de montagnes russes | Preston & Barbieri   | 2011  |
| Rexplorer        | Montagnes russes E-Powered       | S.D.C.               | 1992  |

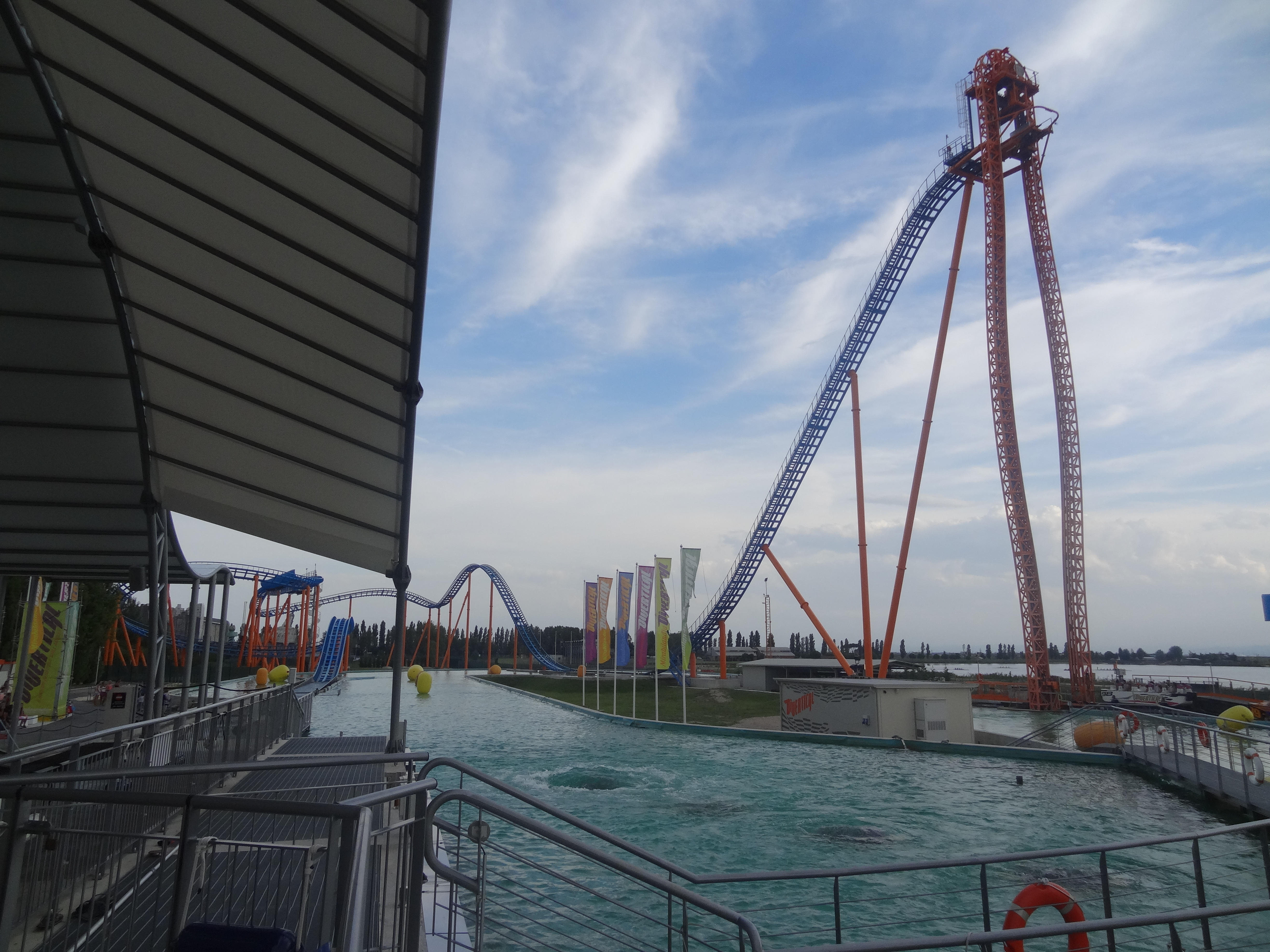
Divertical
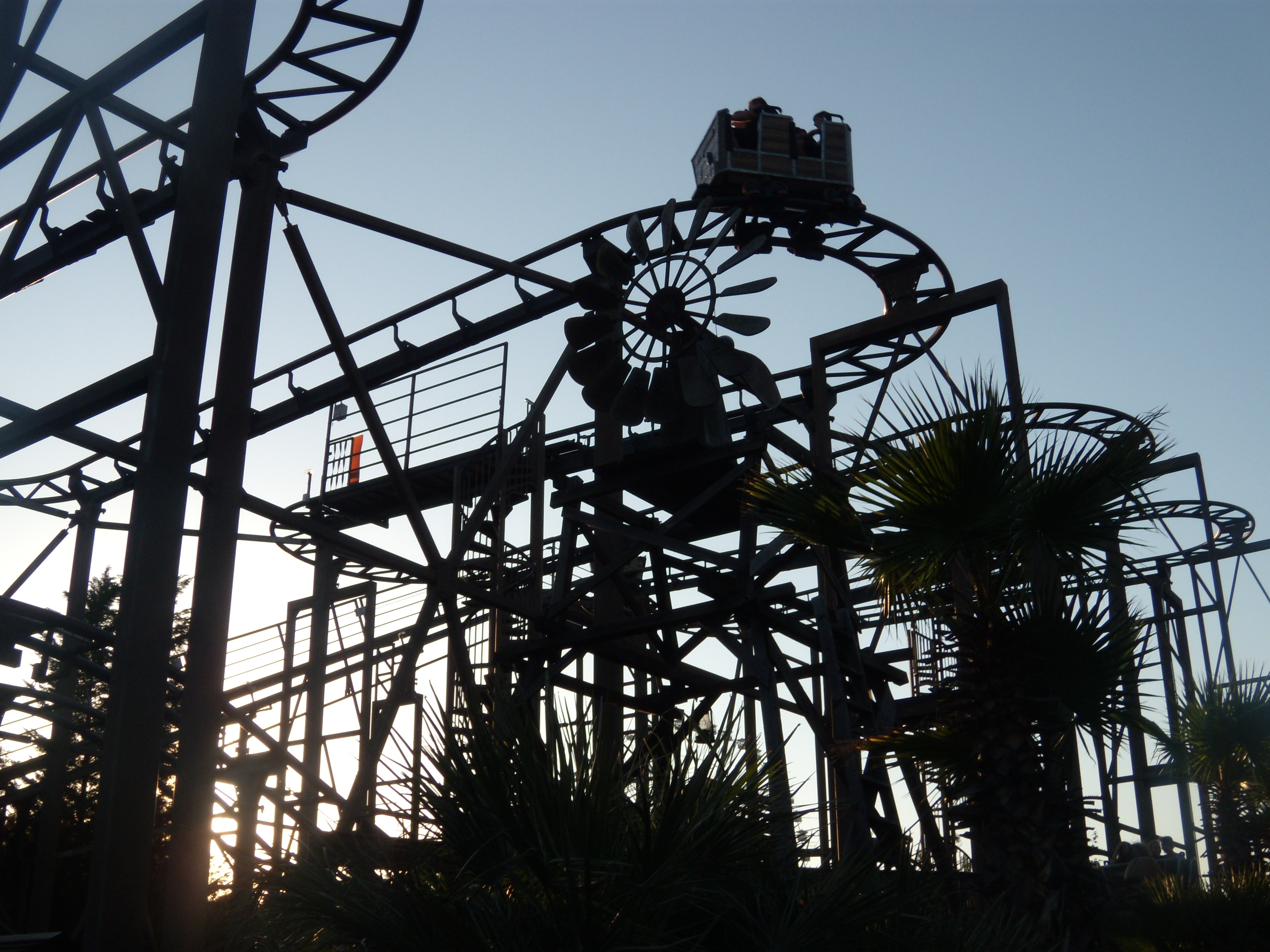
Gold Digger
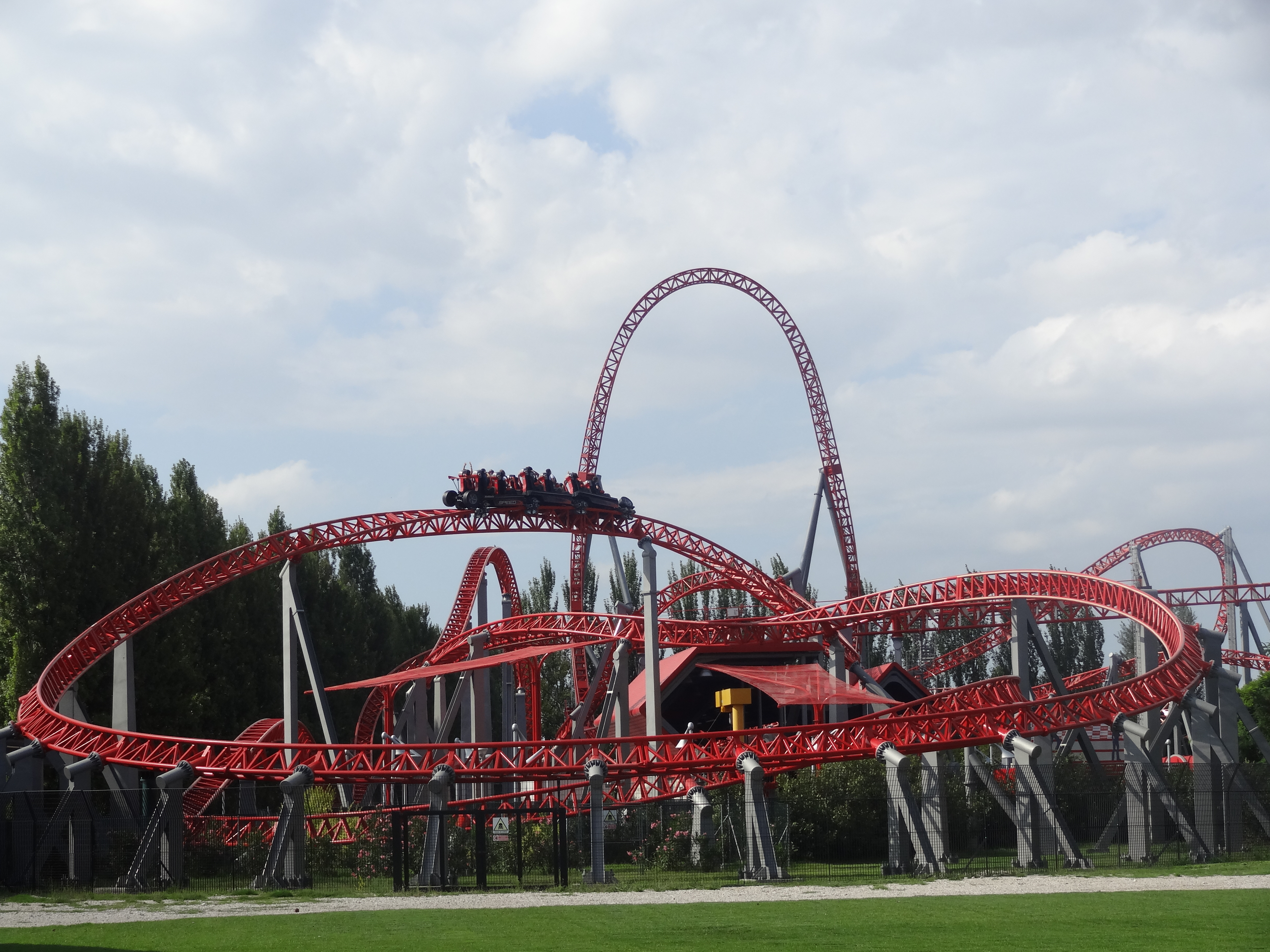
iSpeed
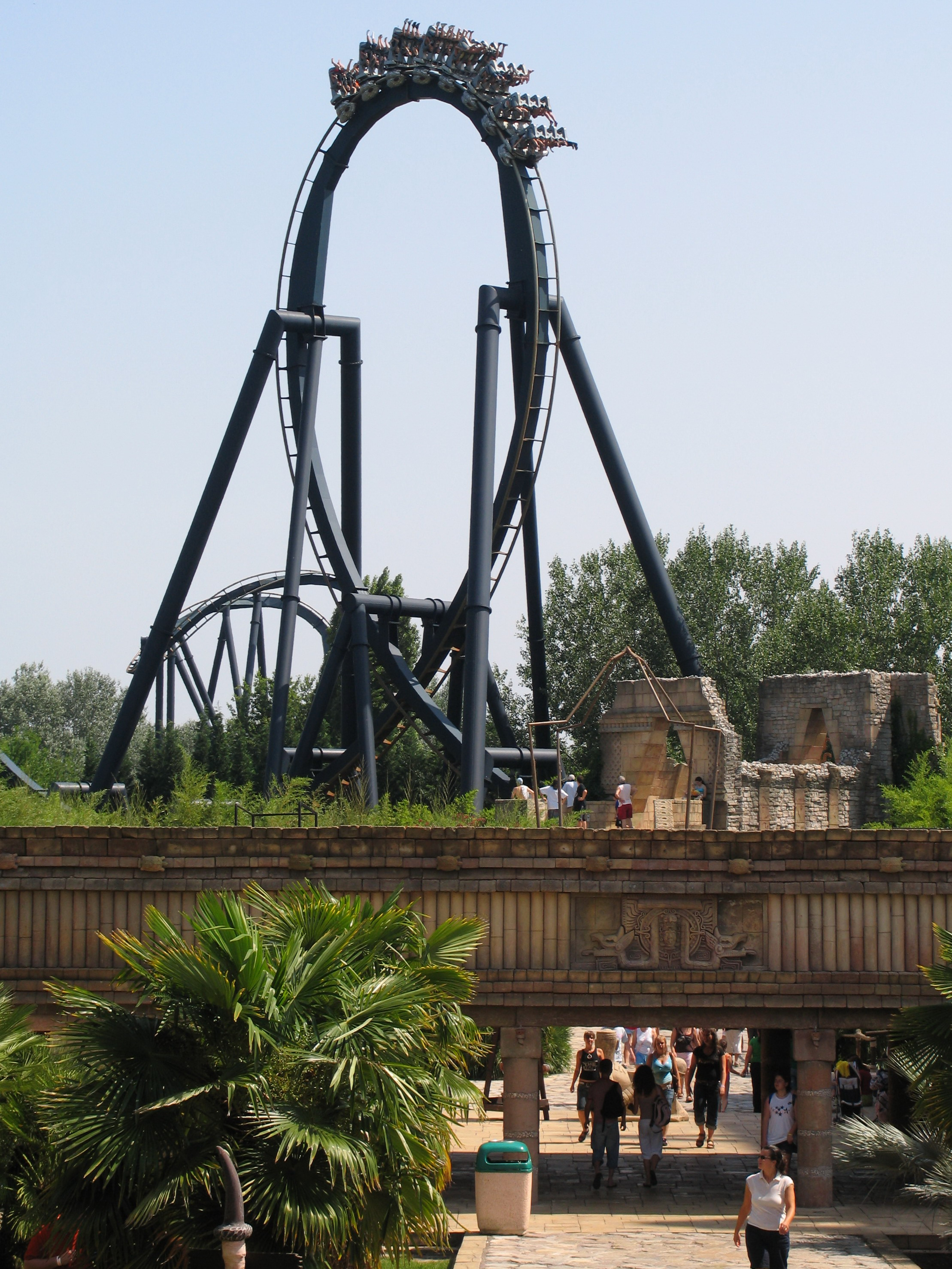
Katun
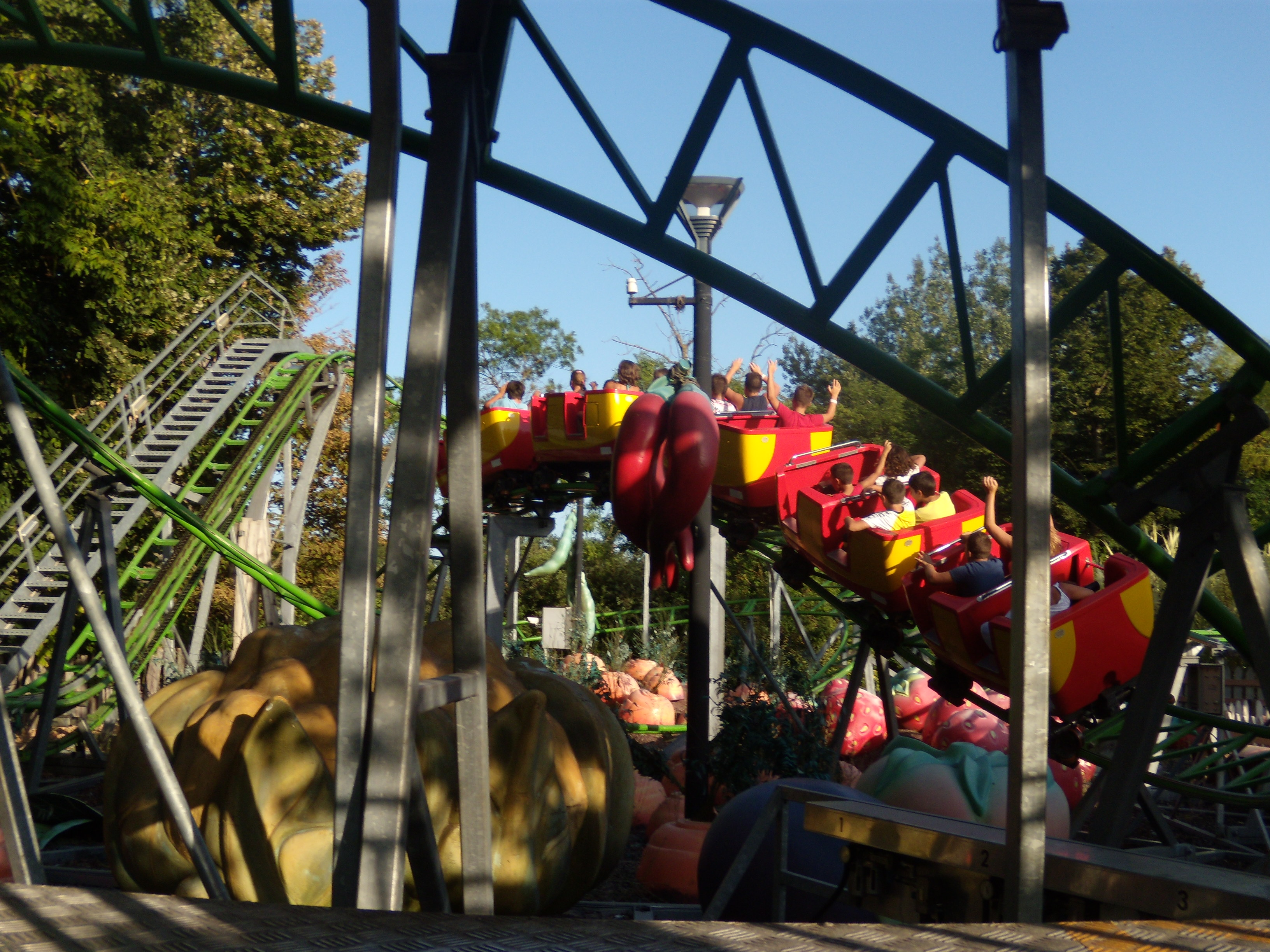
Leprotto Express
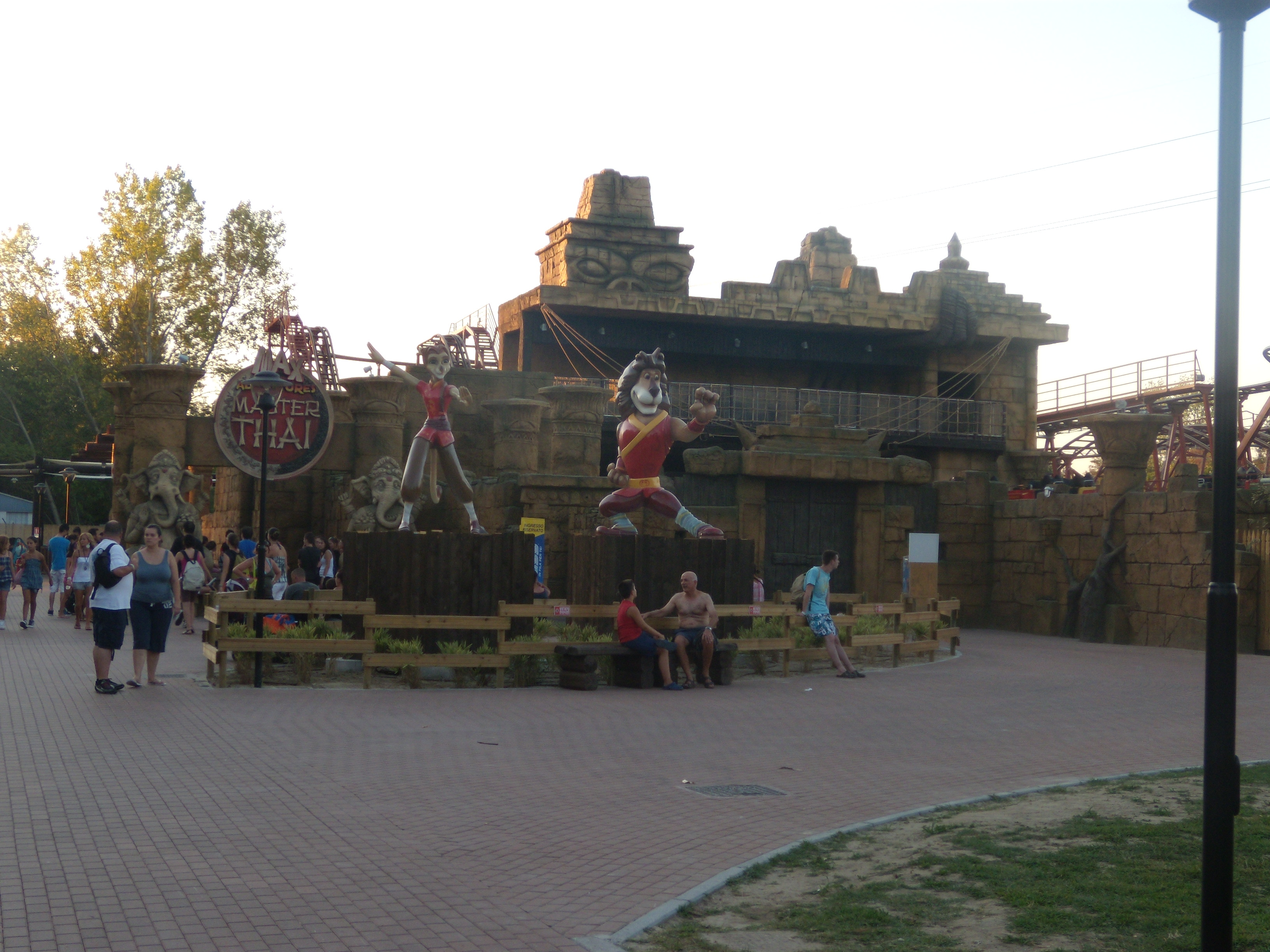
Master Thai
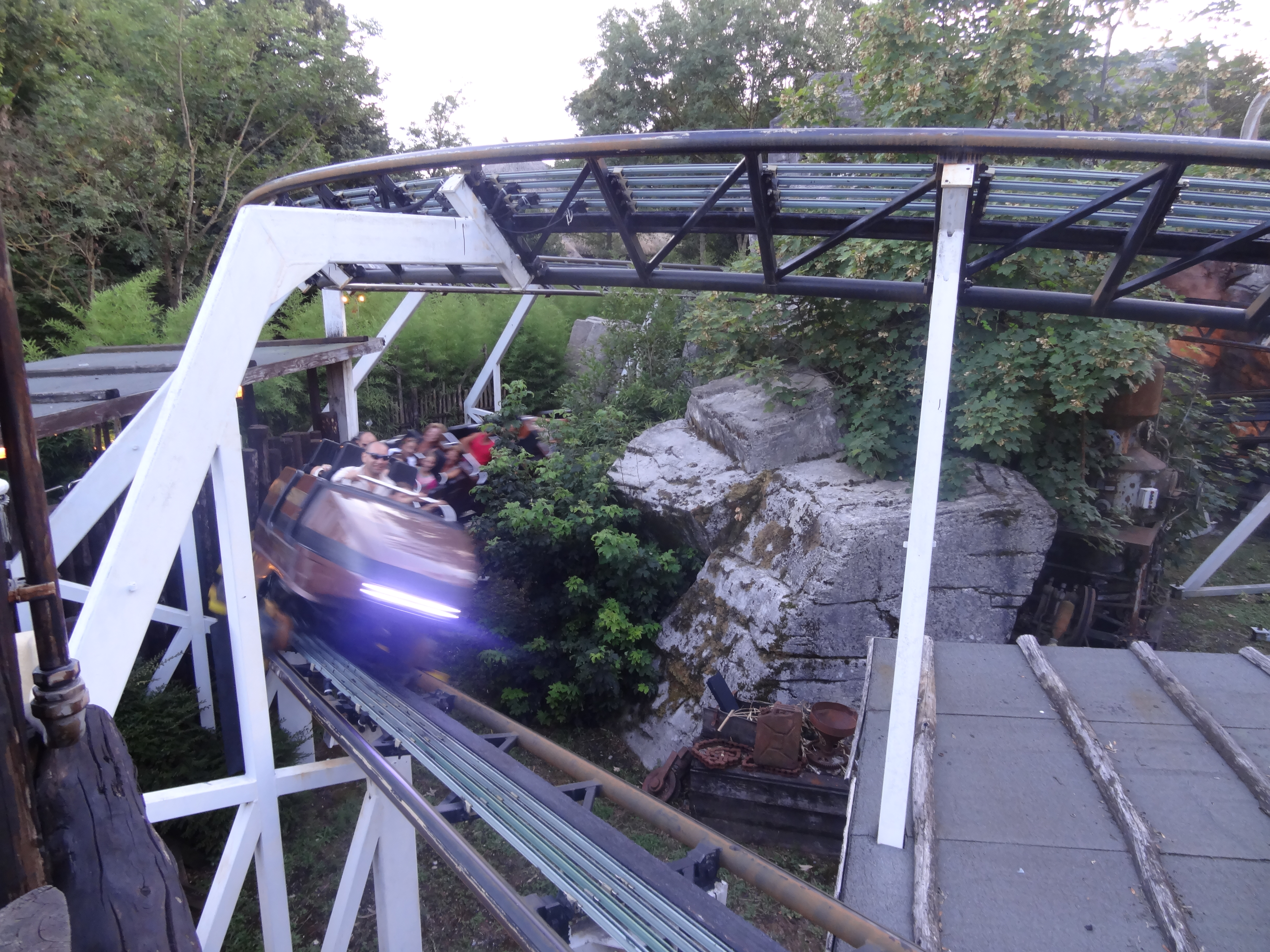
Rexplorer

#### Disparues
| Nom              | Type                           | Constructeur      | Ouverture | Fermeture |
| ---------------- | ------------------------------ | ----------------- | --------- | --------- |
| Family adventure | Junior / Vekoma Junior Coaster | Vekoma            | 2001      | 2011      |
| Il Bruco Magico  | Montagnes russes junior        | Pinfari           | 1998      | 2000      |
| Katapult         | Montagnes russes en acier      | Anton Schwarzkopf | 2006      | 2006      |
| Sierra Tonante   | Montagnes russes en bois       | William Cobb      | 1992      | 2007      |

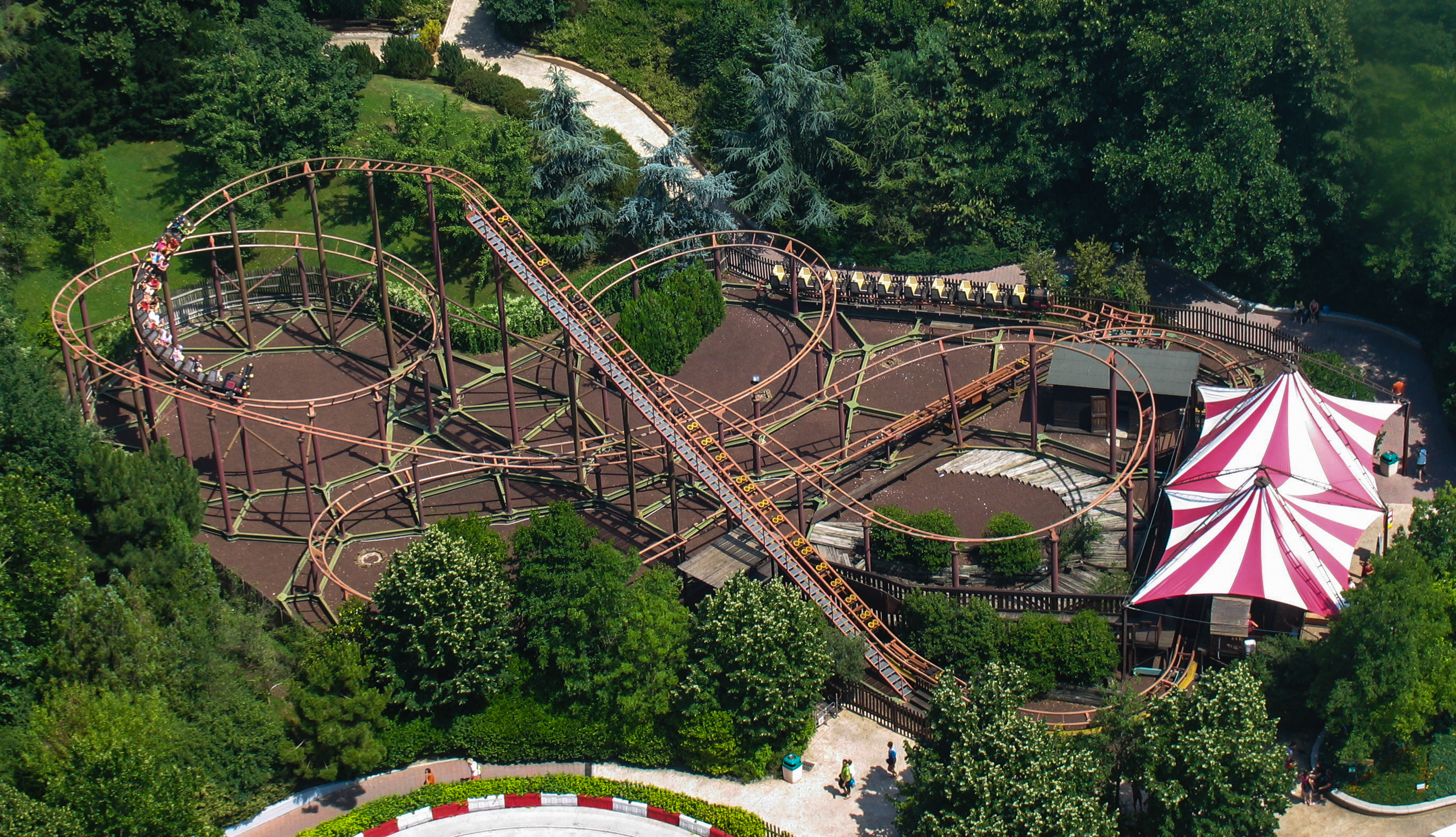
Family adventure
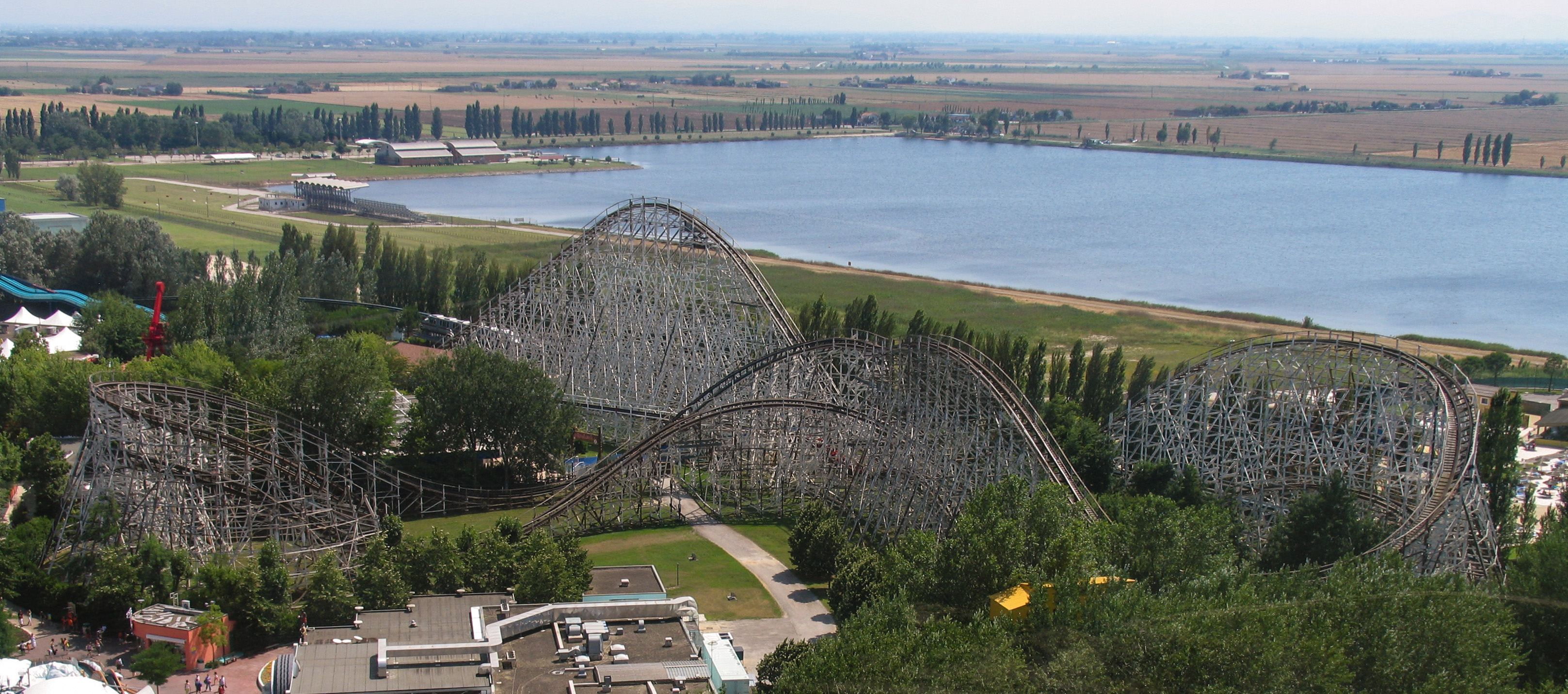
Sierra Tonante

Sierra Tonante fut l'unique parcours de montagnes russes en bois d'Italie et jusqu'en 2001 les plus hautes montagnes russes d'Europe dans son genre.

### Attractions aquatiques
| Nom             | Type                    | Constructeur  | Année |
| --------------- | ----------------------- | ------------- | ----- |
| Autosplash      | Bûches                  | Intamin       | 1992  |
| Blu River       | Toboggan aquatique      | Van Egdom     | 1992  |
| El Dorado Falls | Shoot the Chute         | Hopkins Rides | 1999  |
| Mini Rapide     | Mini Bûches             | L&T Systems   | 2001  |
| Raratonga       | Splash Battle           | 3DBA          | 2007  |
| Rio Bravo       | Rivière rapide en bouée | Intamin       | 1992  |

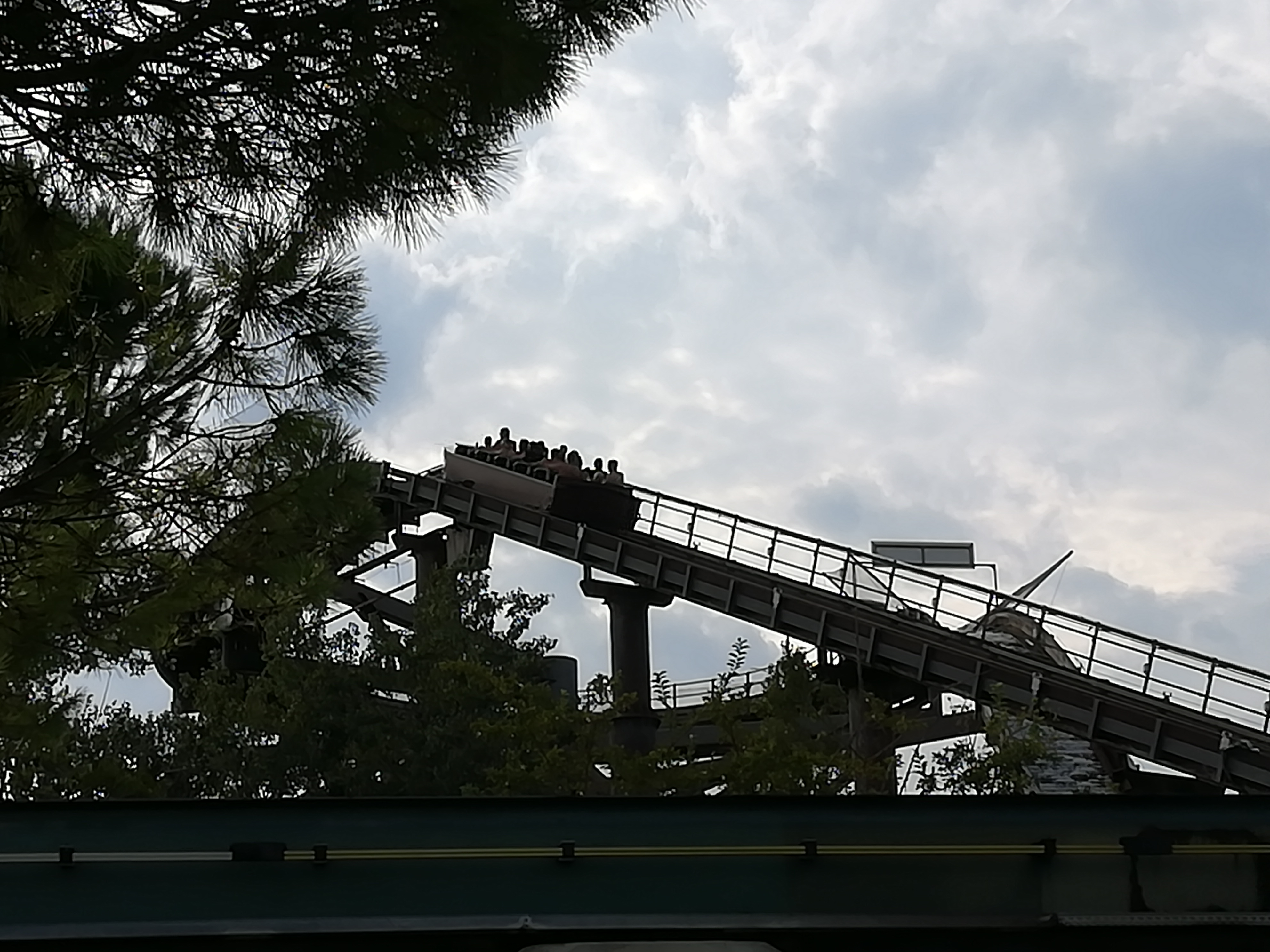
El Dorado Falls
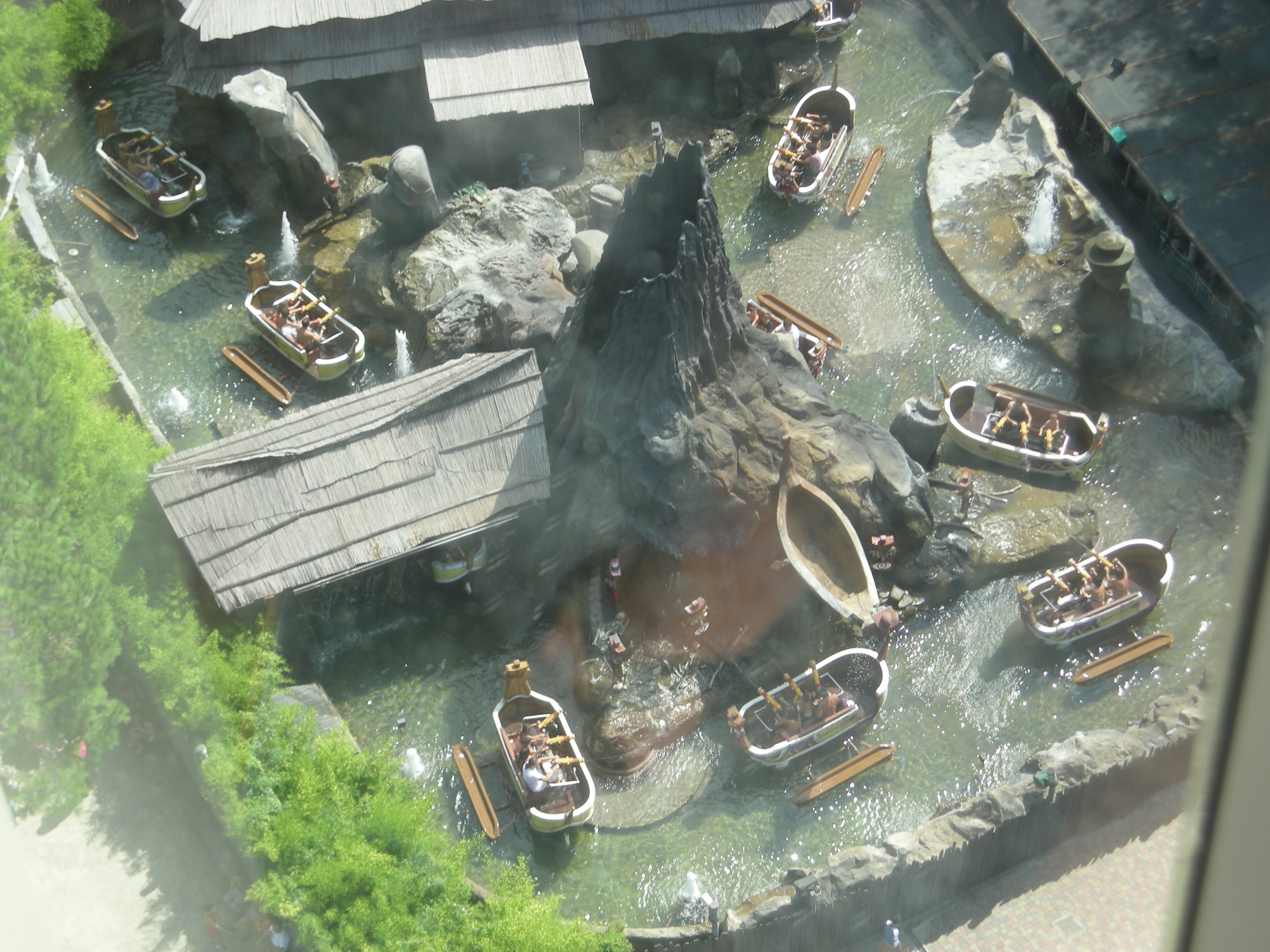
Raratonga
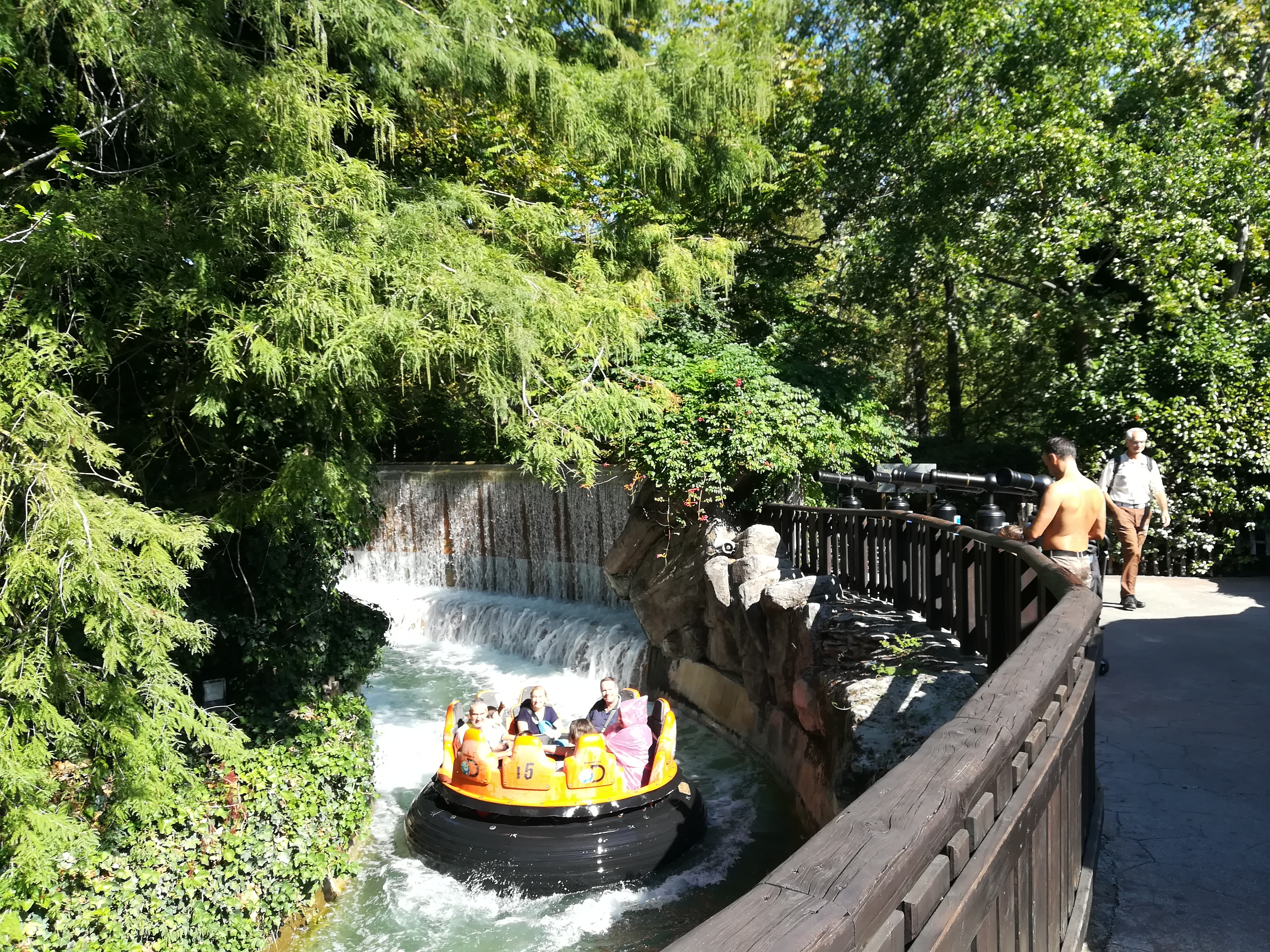
Rio Bravo

### Parcours scéniques
| Nom                                                          | Type                         | Constructeur | Année |
| ------------------------------------------------------------ | ---------------------------- | ------------ | ----- |
| Legends of Dead Town En remplacement de GhostVille et Phobia | Maison hantée                |              | 2011  |
| Reset Anno Zero                                              | Parcours scénique interactif | Mack Rides   | 2008  |

### Autres attractions
| Nom                  | Type                        | Constructeur       | Année |
| -------------------- | --------------------------- | ------------------ | ----- |
| Aquila Tonante       | Kite Flyer                  | Zamperla           | 2016  |
| Bicisauro            | Magic Bikes                 | Zamperla           | 2014  |
| Brontocar            | Circuit de petites voitures |                    | 2014  |
| Buffalo Bill Rodeo   | Disk'O Coaster              | Zamperla           | 2016  |
| Carousel             | Carrousel                   |                    | 1997  |
| Casa Matta           | Crazy House                 | Preston & Barbieri | 2001  |
| Colazione da Papere  | Tasses                      | Preston & Barbieri | 2004  |
| Diavel Ring          | Manège de motos             | SBF Rides          | 2019  |
| Eurowheel            | Grande roue                 | Pax Ltd / Barbieri | 1999  |
| Flying Arturo        | Manège avion                | Preston & Barbieri | 2006  |
| Geronimo             | Tour junior                 | Sunkid             | 2016  |
| Kiddy Monster        | Manège de motos             | SBF Rides          | 2019  |
| Mirabilandia Express | Monorail                    | Severn Lamb        | 1999  |
| Monosauro            | Monorail                    | Preston & Barbieri | 2004  |
| Oil Tower 1          | Space Shot                  | S&S Power          | 1997  |
| Oil Tower 2          | Turbo Drop                  | S&S Power          | 1997  |
| Raptotana            | Tasses                      | Mack Rides         | 1992  |
| Reptilium            | Manège avion                | Zamperla           | 1992  |
| Scrambler Run        |                             | Preston & Barbieri | 2019  |
| Santa Fè Express     | Train junior                |                    | 1992  |

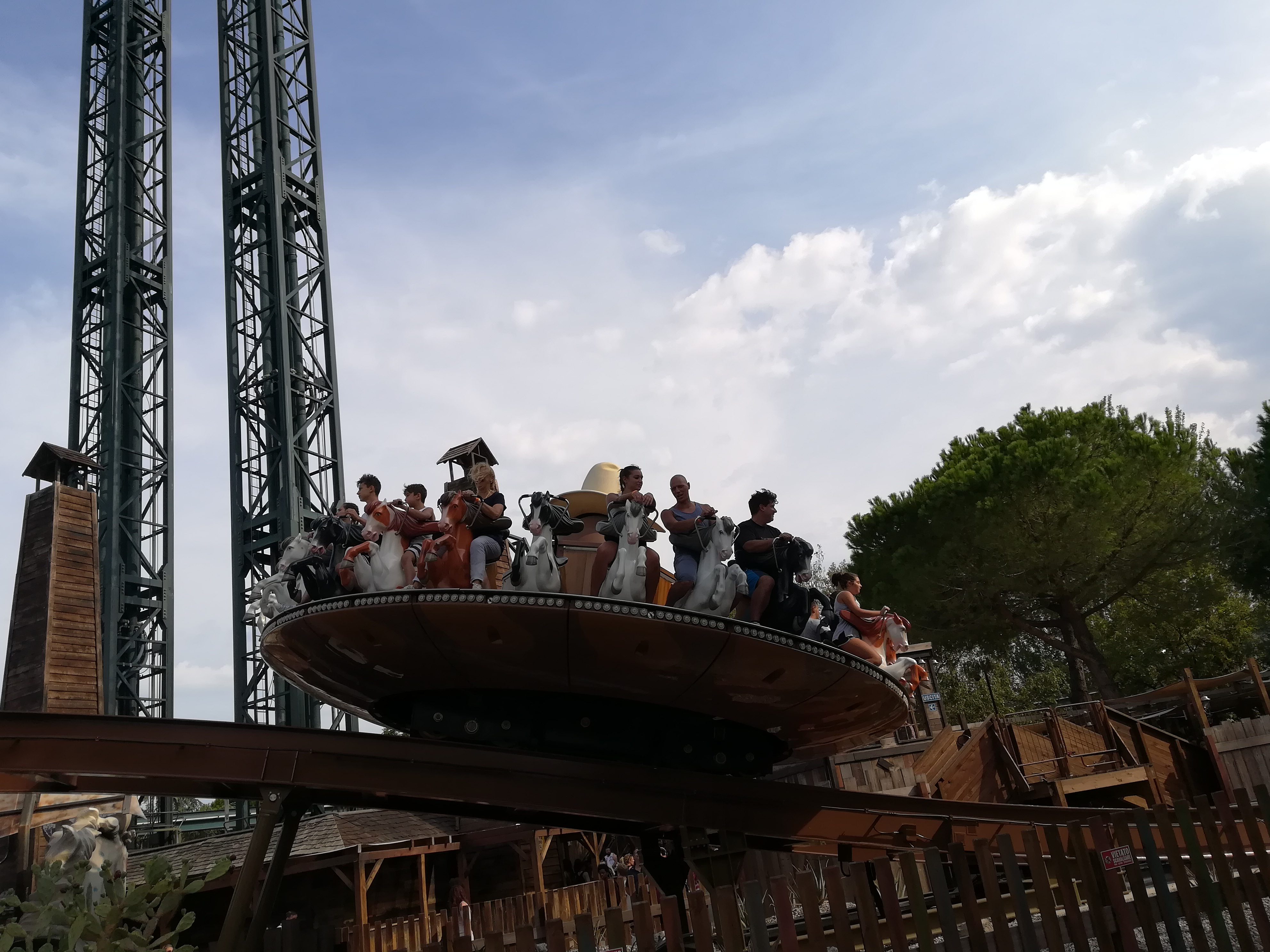
Buffalo Bill Rodeo
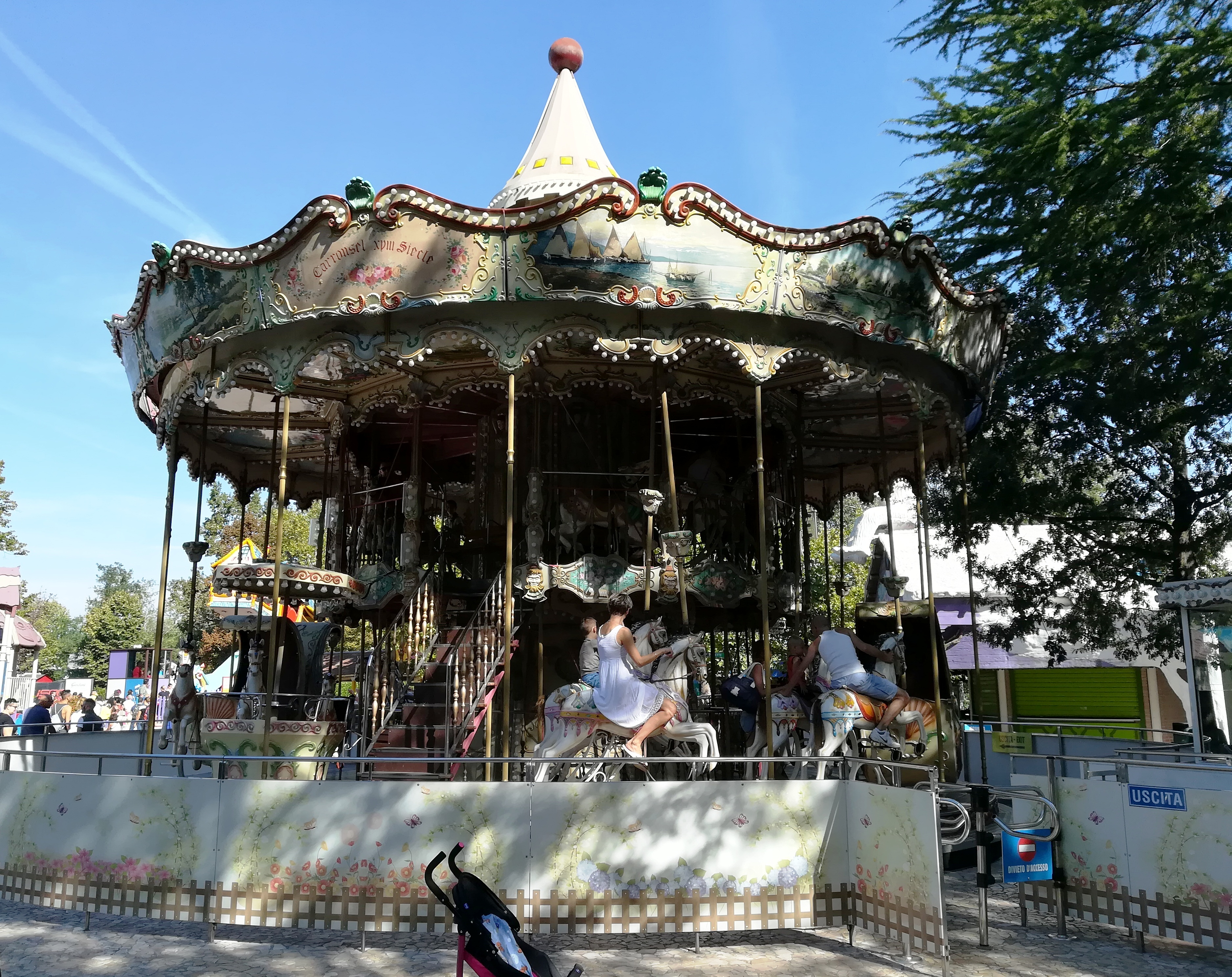
Carousel
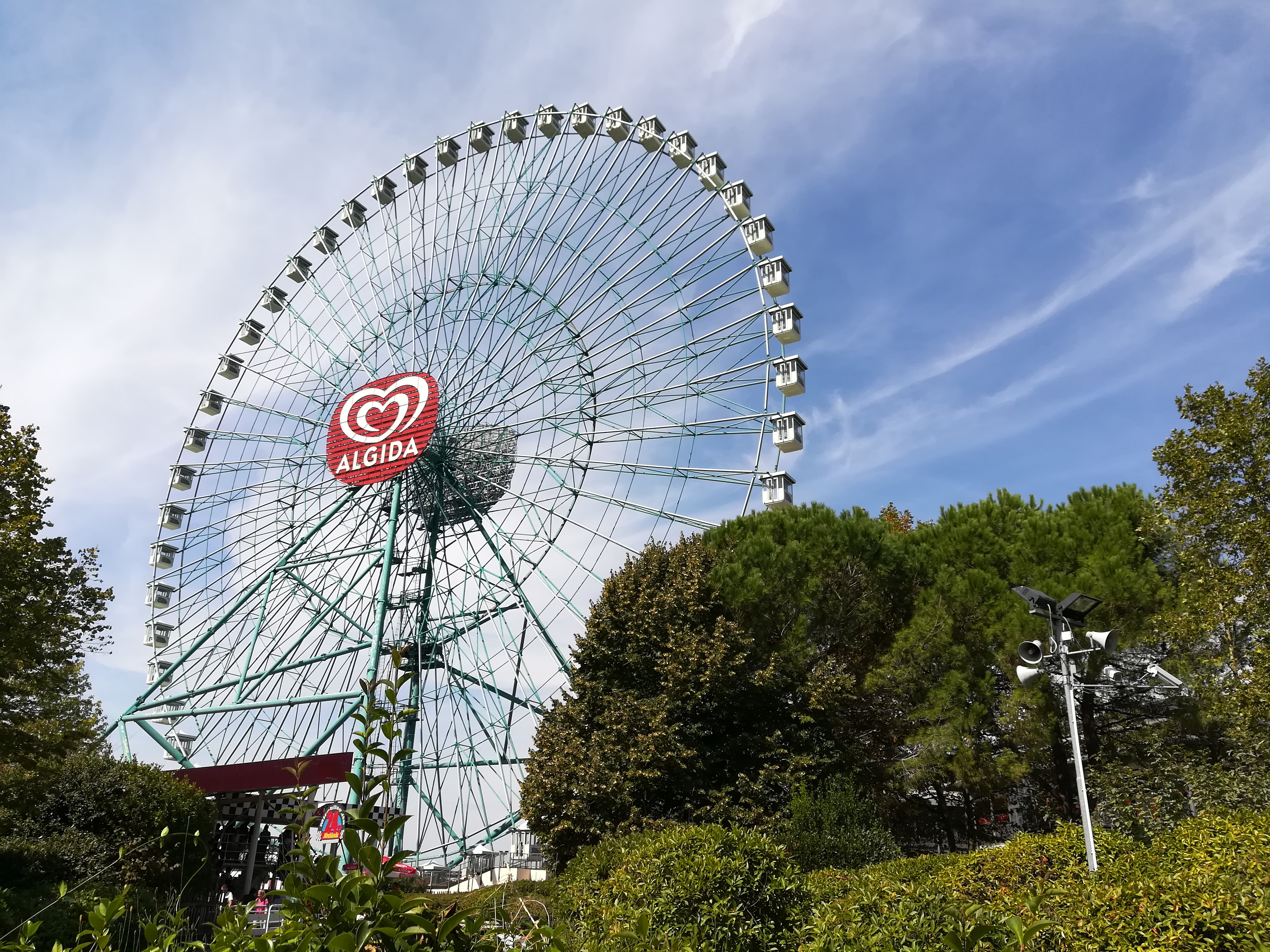
Eurowheel
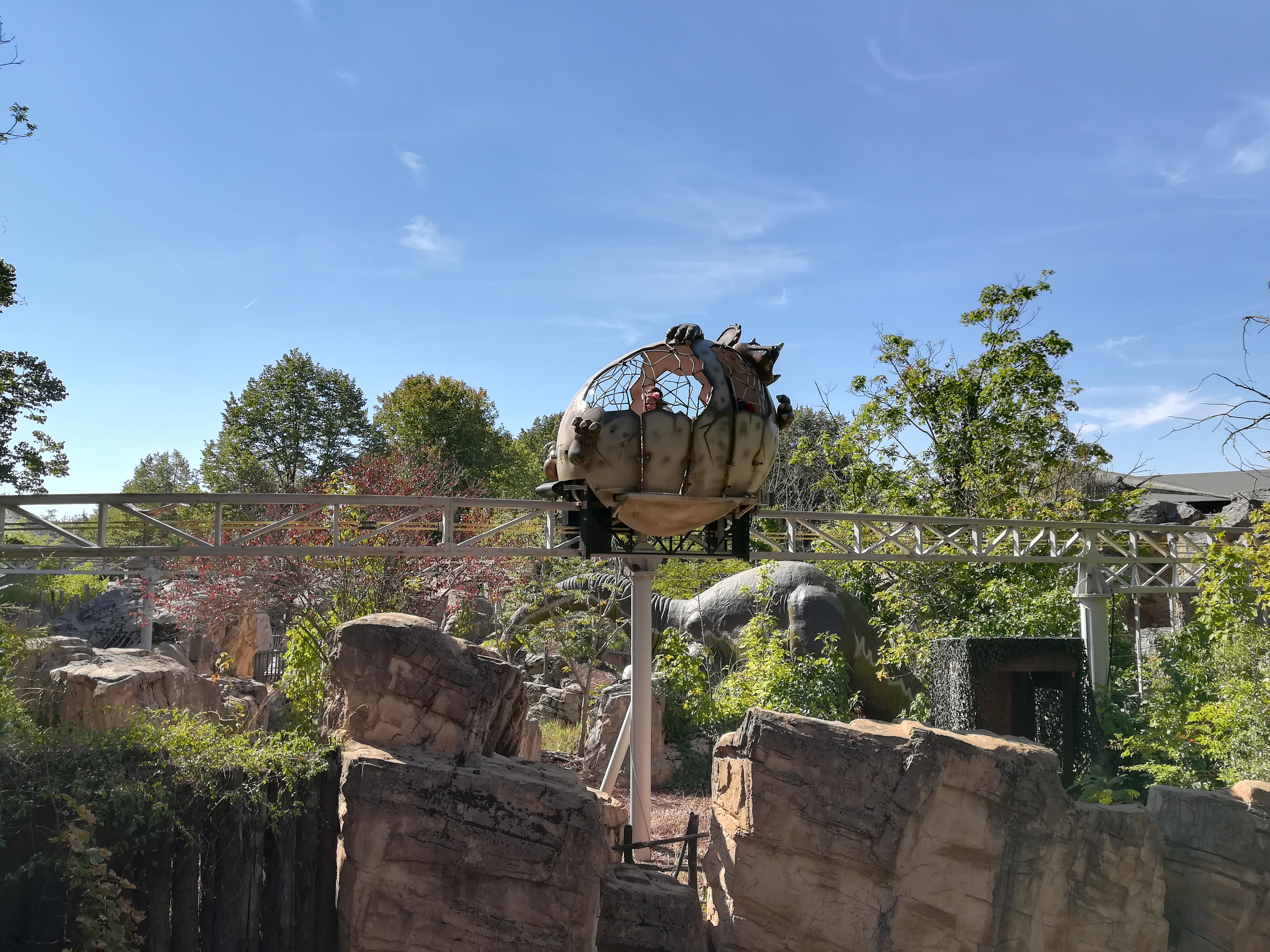
Monosauro
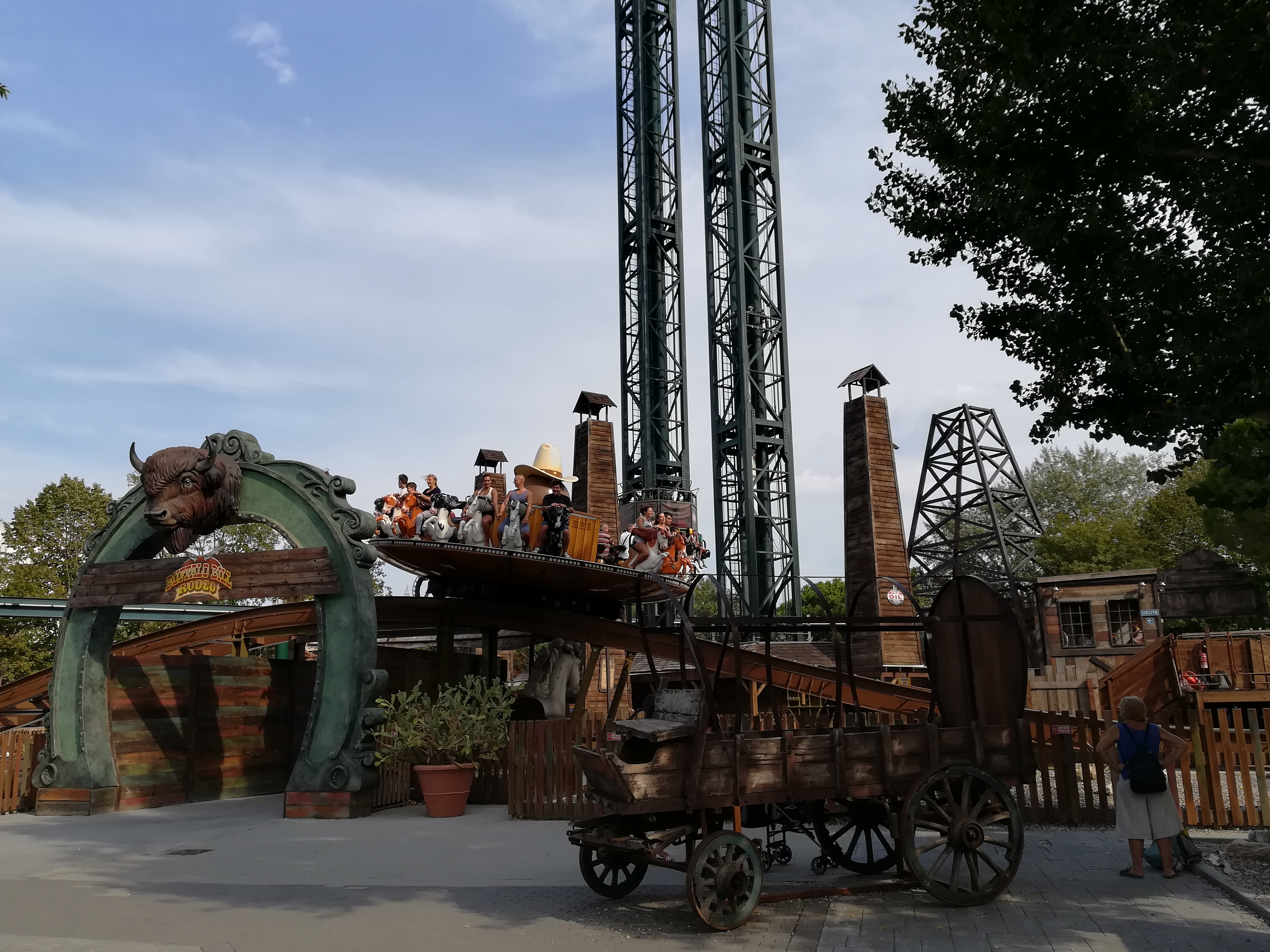
Oil Towers
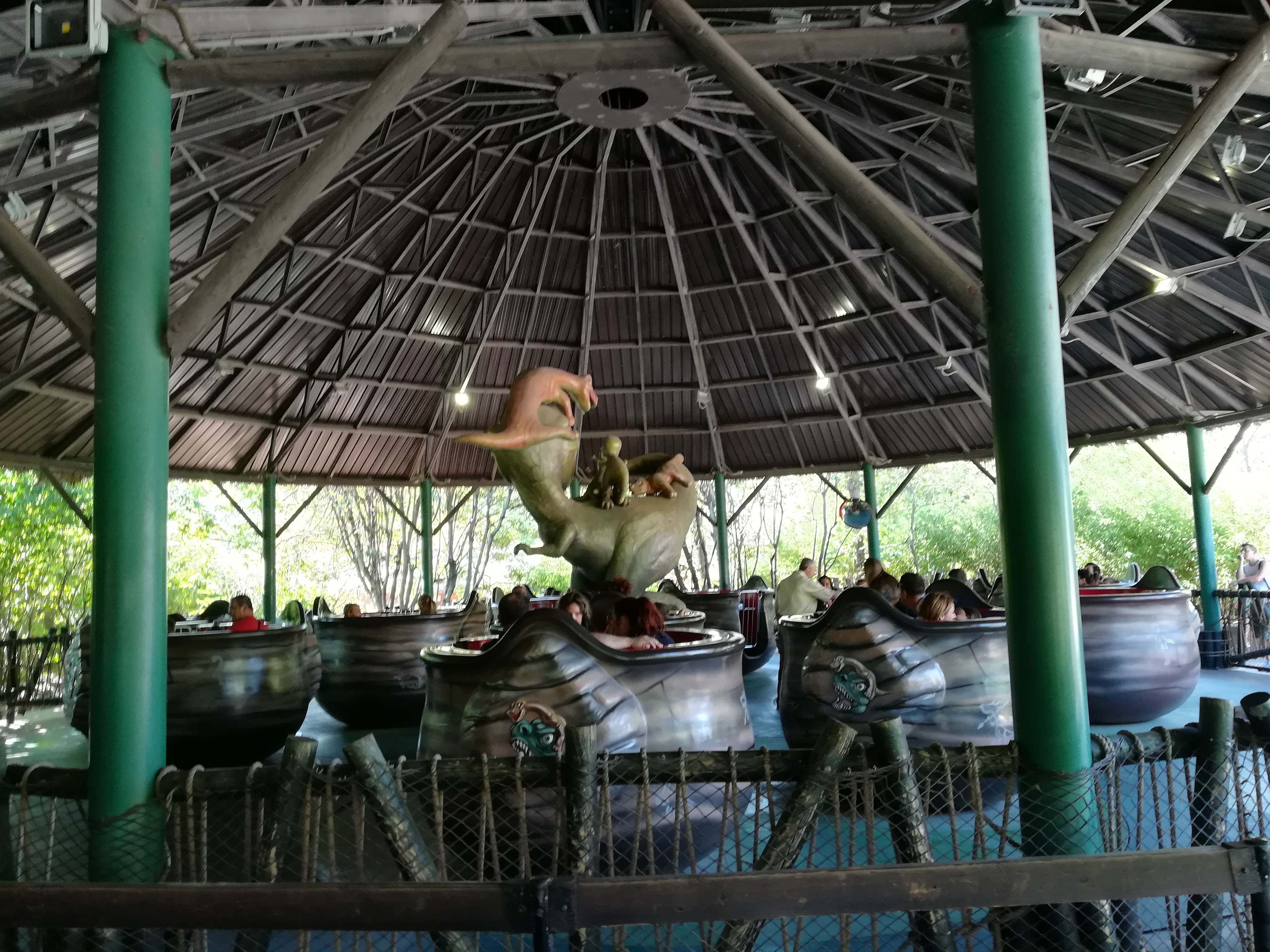
Raptotana

#### Disparues
| Nom                    | Type                 | Constructeur       | Ouverture | Fermeture |
| ---------------------- | -------------------- | ------------------ | --------- | --------- |
| 24 Ore di Mirabilandia | Parcours en voitures |                    | 2003      | ?         |
| Balena Amica           | Tour pour enfants    | Preston & Barbieri | 2006      | 2010      |
| Coton Club             | Breakdance           |                    | 1992      | 1996      |
| Crazy Loop             | Breakdance           |                    | 1997      | 2000      |
| Galleon de Pirate      | Bateau à bascule     |                    | 1992      | 1996      |
| Mongolfiere            | Balloon Race         | Zamperla           | 1992      | 2013      |
| Music Express          | Music Express        | Mack Rides         | 2001      | 2017      |

## Accident
Le 18 août 2007, un homme de 30 ans a été tué après avoir été violemment percuté à la tête par la jambe d'une jeune italienne, alors passagère des montagnes russes inversées Katun au moment du choc. Selon les rapports, l'homme aurait dépassé la clôture de 2 mètres de hauteur d'une zone interdite d'accès, où il voulut récupérer un chapeau perdu auparavant lors d'un tour de cette même attraction. La jeune passagère fut quant à elle légèrement blessée à la jambe. L'enquête qui suivit conclut que la direction de Mirabilandia n'était pas considérée comme responsable du drame.

## Anecdote
Il existe 2 parcs Mirabilandia (même logo, même mascotte). Le deuxième se situe au Brésil. Le nom de ce parc est parfois orthographié "Mirabilândia".